# Bonchamp-lès-Laval
Bonchamp-lès-Laval é uma comuna francesa na região administrativa do País do Loire, no departamento de Mayenne. Estende-se por uma área de 27.51 km². Em 2010 a comuna tinha 6 279 habitantes (densidade: 228,2 hab./km²).